# Kwartyl
Kwartyl – jedna z miar położenia obserwacji.
- pierwszy kwartyl (notacja: Q1) = dolny kwartyl = kwantyl rzędu 1/4 = 25% obserwacji jest położonych poniżej = 25. procent
- drugi kwartyl (notacja: Q2) = mediana = kwantyl rzędu 1/2 = dzieli zbiór obserwacji na połowę = 50. procent
- trzeci kwartyl (notacja: Q3) = górny kwartyl = kwantyl rzędu 3/4 = dzieli zbiór obserwacji na dwie części odpowiednio po 75% położonych poniżej tego kwartyla i 25% położonych powyżej = 75. procent

Różnica między trzecim i pierwszym kwartylem to tzw. rozstęp kwartylny, zaś jego połowa to odchylenie ćwiartkowe.